# Avanti
Avanti (Аванті) — з 1964 року американський виробник автомобілів. Штаб-квартира розташована в місті Янгстаун. У 1982 році компанію купує Стівен Блейк, у 1985 році — Майкл Келлі, а у 1999 році — Джон Сітон. У 2007 році компанія припинила виробництво автомобілів.

## Історія автомобіля Studebaker Avanti
1961 рік для США ознаменувався інавгурацією 35-го президента — Джона Кеннеді, а всього через місяць зміна влади відбувається і в компанії Studebaker, що потерпала від лиха. Крісло президента корпорації зайняв 41-річний колишній піхотинець Шервуд Егберт, рада директорів зробила велику ставку на цю молоду, за мірками великого бізнесу, людину. Егберт був далекий від автомобілів, до цього він поставив на ноги фірму McCulloch, яка займалася виробництвом бензопилок. Studebaker робив цілком сучасні як зовні, так і технічно автомобілі, проте їх занадто проєвропейська зовнішність зовсім не допомагала продажам. Тому, щоб хоч якось підняти їх, Егберт дає вказівку Ренді Фауроту (шеф-дизайнеру фірми) і Юджину Хардігу (головному конструктору) створити спортивний автомобіль на шасі бестселера компанії — моделі Lark, але донором виступити повинен був не седан, а відкрита версія. Фаурот і Хардіг намагалися пояснити Егберту, що створення нового автомобіля — це не створення бензопилки, а досить трудомістке заняття.

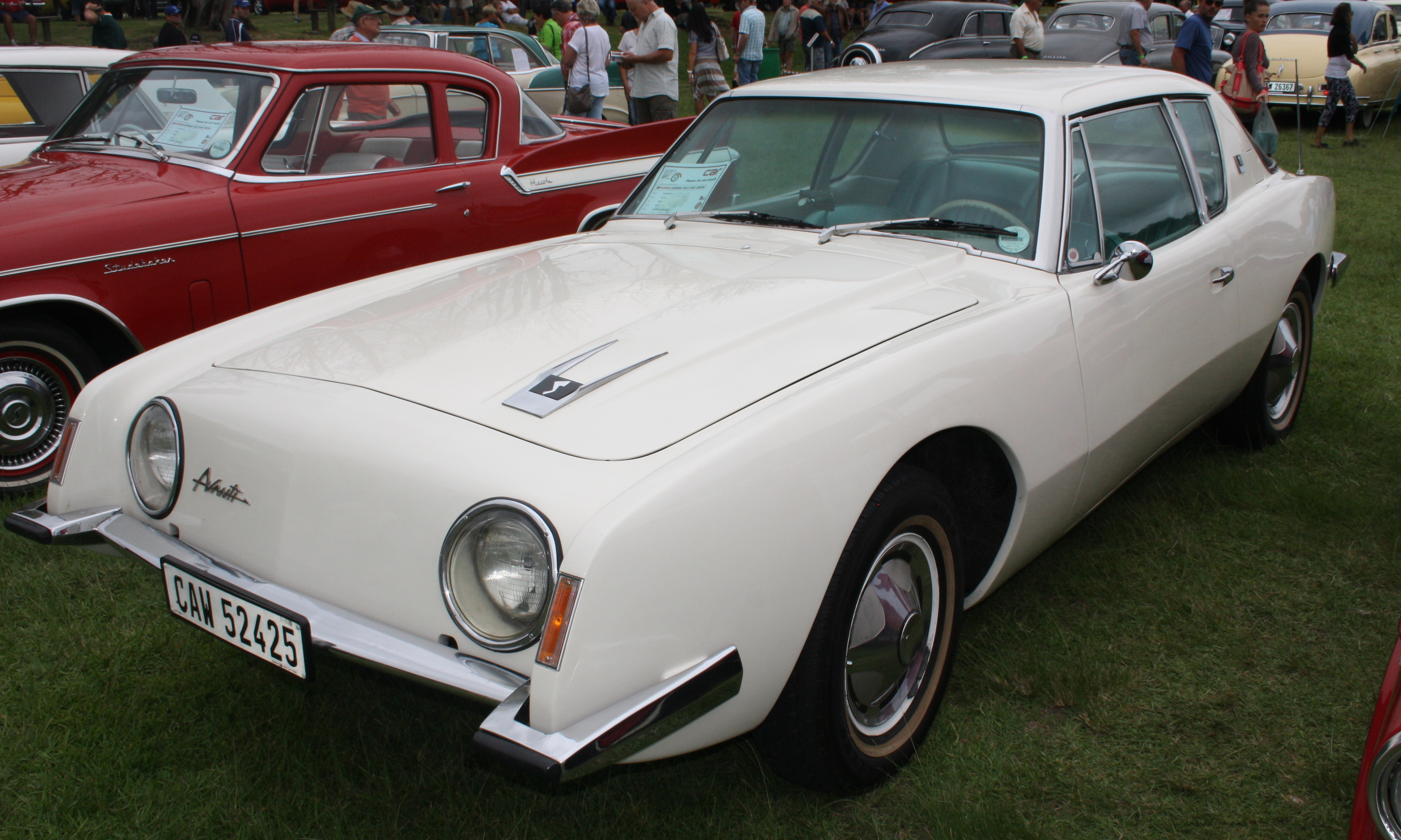
Studebaker Avanti

Оскільки шеф-дизайнер відмовився, то Егберт зв'язався з одним із найвідоміших на той момент промислових дизайнерів США — Реймондом Лоуї, який вже не раз проєктував автомобілі для Studebaker. Багато дослідників називають автором нового автомобіля Лоуї, проте 68 річний дизайнер всього-лише курирував проєкт. Головна роль метра полягала в тому, щоб надихати і керувати дизайнерами, які виконують фактичну роботу, а потім передавати свої концепції керівництву, оскільки він був відмінним промоутером. Безпосередню участь в розробці взяли Боб Ендрюс, Джон Ебштейн і молодий дизайнер Том Келлог, якого найняли для проєкту всього через кілька днів після розмови між Лоуї та Егбертом. Лоуї анонімно знімає будинок в Палм-Спрінгз, яка стає дизайн-студією, яку ніхто не повинен був залишати протягом відведених 40 днів, адже ніхто не повинен був знати про проєкт, навіть менеджери всередині компанії. Дизайнери всього за 8 днів створюють два макети автомобіля: перший — двомісний спорткар, другий, за авторством Келлога, — чотиримісний спорт-фастбек. Егберт віддав перевагу чотиримісному варіанту, через місяць керівнику продемонстрували повнорозмірний автомобіль. Машина отримала незвичайний дизайн: кузов не мав рівних поверхонь, він весь був у вигинах і з довгими кілями. Капот був довгим, задня частина — навпаки короткою, при цьому лінія даху не була похилою, а головним дизайнерським рішенням була відсутність класичної решітки радіатора. Машина мала технологічні отвори для охолодження радіатора, але перебували вони під бампером, і з висоти зросту дорослої людини не впадали в очі. Кузов був виготовлений зі склопластику, виготовила його компанія з Огайо — Molded Fiberglass Body. Ця компанія раніше створила кузовні панелі для найпершого Corvette, і з тих пір продовжувала їх робити для GM. Вибір на користь цього матеріалу був зроблений тільки через те, що такі складні лінії було неможливо виготовити шляхом пресування сталі. Усередині впадало в очі ребро жорсткості, що проходило поперек даху. Раму від Lark посилили, попутно додали стабілізатори спереду і ззаду. Хардіг планував створити незалежну задню підвіску, але бюджет на проєкт виділили дуже скромний, тому довелося задовольнятися тим, що є, в даному випадку — посиленими ресорами від Lark Station Wagon, тобто від кузова типу універсал, до них додали амортизатори з регульованою жорсткістю. Попутно Хардіг модернізував 4.7-літровий V8, знявши з нього 240 к.с. замість базових 225. Для цього довелося підняти компресію в двигуні, збільшити хід клапанів, все це робилося з оглядкою на можливість встановити механічний нагнітач фірми Paxton. Новий автомобіль, який назвали Avanti, що з італійської перекладається як «вперед», отримав одним з перших серед північноамериканських автомобілів передні дискові гальма. Першим 1949 року був скромний родстер Crosley Hotshot, їх за ліцензією фірми Dunlop взялася випускати американська компанія Bendix, такі ж гальма стояли на Jaguar. Інша технічна начинка практично без особливих змін була запозичена у Studebaker Lark.
Не дивлячись на те, що прототип був побудований в стислі терміни, підготовка машини в серію зайняла практично цілий рік. Перші зразки з'явилися в продажу у квітні 1962 року. Егберт планував продати тільки за перший рік близько 20 000 автомобілів, приблизно стільки ж покупців обирало Corvette за рік. Однак очікуванням нового керівника судилося розбитися об суворі скелі реалій ринку. До кінця року компанія змогла реалізувати всього 1200 автомобілів. Виною всьому була ціна, яку позначили за новинку, вона була трохи вищою, ніж просили за горезвісний Corvette, при цьому у Avanti під капотом був всього 4.7 л V8 мотор, потужністю 240 к.с., хоча на користь Studebaker грала наявність задніх сидінь, але, як показала практика, цей плюс не виявився вирішальним фактором. Щоб підігріти інтерес до свого «гранд туризмо», Егберт запрошує відомого гонщика і власника фірми Paxton Енді Гранателлі, щоб підготувати заряджену версію купе. Гранателлі встановив компресор, який підняв потужність до 290 к.с., цю версію назвали Avanti R2, при цьому базова отримала індекс R1. Але колишній гонщик не обмежився на досягнутому, і розточив двигун до п'яти літрів, з якого зняв уже 335 к.с., ця версія отримала індекс R3. Гранателлі зміг розігнати важке купе на соляному озері Бонневіль до 276 км/год. Але, не дивлячись на досягнутий рекорд швидкості, на цю версію за весь рік знайшлося всього дев'ять чоловік, готових заплатити немалі гроші за неї. У підсумку, попит не ріс, нерозпродані купе припадали пилом у дилерів, а фінансові справи ставали з кожним днем гіршими, що агонізувало не тільки компанію, але і Егберта, у якого діагностували рак шлунка. Егберт не міг вести справи так само активно, як колись, коли прийняв пост, і фірма з Саут-Бенду, штат Індіана, припиняє своє існування на території США 20 грудня 1963 року. Але марка Studebaker, якій на той момент було 111 років, продовжила виробляти автомобілі в Канаді, та через три роки довелося ставити хрест і на канадській філії бренду.

## Заснування компанії Avanti Motor Corporation
Як виявилося, у настільки спірного за дизайном автомобіля були і свої шанувальники. Дилери фірми Studebaker з рідного міста Саут-Бенд, брати Альтман (Натан і Арнольд) і їх компаньйон Лео Ньюман, вирішують, що модель Avanti занадто гарна, щоб просто так зникнути. Спочатку Нет Альтман з властивою йому фанатичністю намагався врятувати модель, він обійшов усі існуючі на той момент компанії, просячи їх викупити ліцензію на Avanti, проте навіть Checker, який використовував мотори від Studebaker, відмовляється від цієї затії. Тоді колишні дилери вирішують самі викупити права на модель і технічну документацію, більш того, викуповують вони також і завод в Саут-Бенд разом з виробничими потужностями, на яких випускали модель Avanti. Попутно компаньйони придбали в своє володіння деталі від пікапів фірми Studebaker, поки йшов час на відродження виробництва автомобіля в серію, можна було заробляти гроші на запчастинах для комерційного транспорту. Угода відбулася 1 липня 1964 року, але права на марку Studebaker ніхто не дав, тому торговою назвою бренду стала назва Avanti, а індексом моделі — римська цифра два (II), а сама фірма назвалася Avanti Motor Corporation.

## Початок виробництва автомобілів

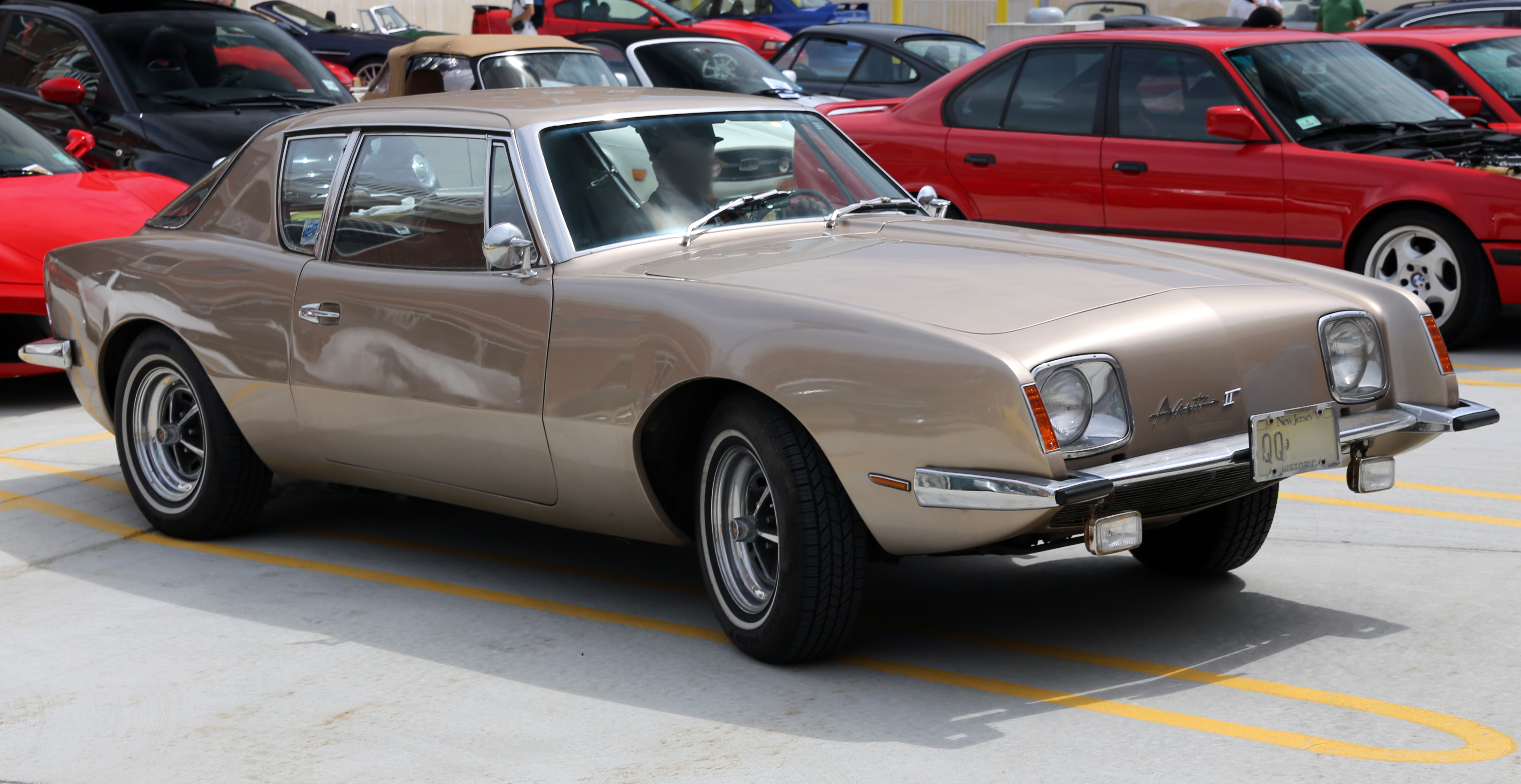
Avanti II

Однак виникла проблема. Навіть канадський Studebaker відмовився від ідеї і далі виготовляти свої двигуни, закуповуючи їх тепер у General Motors. Тому Нет Альтман наймає Юджина Хардіга, щоб той адаптував наявну раму під 300-сильний мотор 327 від Corvette. Квадратне оформлення фар змінило кругле ще наприкінці 1963 року, ще за часів Studebaker. Уже наприкінці року почалося дрібносерійне виробництво відродженої моделі, так швидко перезапустити її вдалося завдяки тому, що Avanti Motor Corporation, в принципі, лише складали машину, а не будували її з нуля. Так, рами поставляла фірма Budd, склопластикові кузови — MFG, мотори — Chevolet, а коробки передач — BorgWarner.
З самого початку компаньйони вирішили, що не складатимуть більше 300 машин на рік, оскільки інакше вони б не впоралися із замовленнями. Через свою дрібносерійність нова модель вийшла на 2000 доларів дорожчою від свого прабатька і на цілу тисячу дорожчою від Jaguar E-Type. Ексклюзивності сприяв багатий список оснащення: гідропідсилювач керма, кондиціонер, електропривід склопідйомників, радіо, LSD редуктор і хромовані диски Magnum 500, одягнені в покришки Michelin. При цьому кузов і вініловий салон машини можна було обробити в будь-якій кольоровій гамі, яка тільки спаде на думку клієнта. За доплату можна було замовити спортивну 4-ступінчасту механічну коробку передач від Hurst і шкіряну обробку салону.

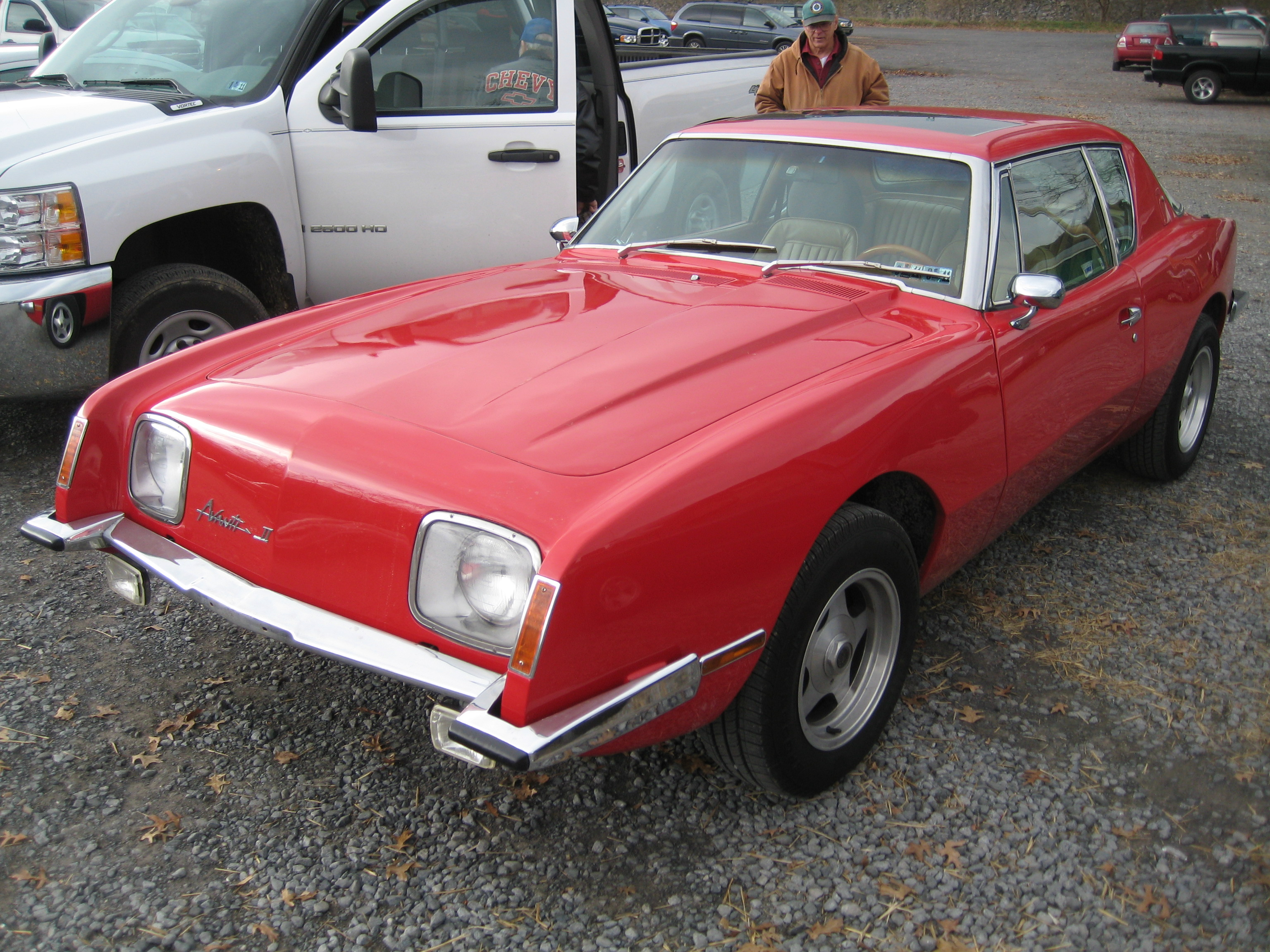
Avanti II 1982 року

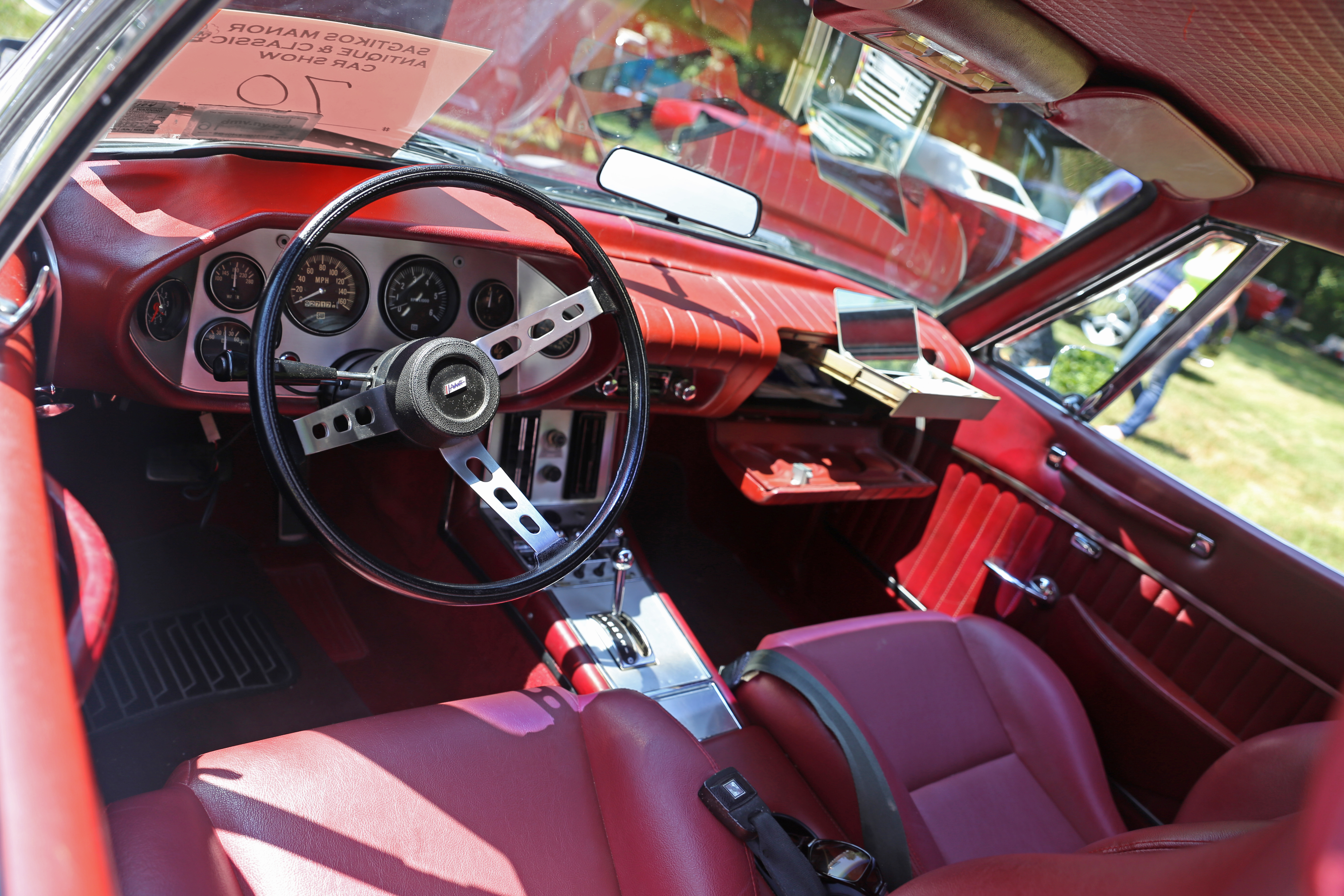
Салон Avanti епохи Альтманів

У середині 1969 року 5.3 л мотор замінили 5.7 л двигуном, з ним великий, але легкий фастбек, оснащений автоматом PowerShift, розганявся до 204 км/год і розмінював 100 км/год за менш ніж 9 секунд. А через три роки під склопластиковим капотом з'явився 6.5 л двигун. 1973 року через нові норми безпеки довелося переробити бампери, які стали більш масивними. 1975 року Avanti стали комплектуватися не тільки моторами GM, але і триступеневими автоматичними коробками передач Turbo-Hydramatic. Цього ж року Avanti стає сьомим за величиною виробником автомобілів, обігнавши Excalibur Motors. 1976 року помирає рятівник Avanti Нет Альтман, керівником компанії стає його брат — Арнольд. Арнольд не був таким фанатом, як Нет, який міг ночувати на підприємстві, але він благополучно керував підприємством до жовтня 1982 року.

## Avanti у власності Стівена Блейка
Цього ж року Альтман піддається на вмовляння 39-річного брокера нерухомості і колекціонера автомобілів з Вашингтона Стівена Блейка. Блейк вмовляв Арнольда з самого моменту смерті Нета, щоб той продав фірму. У підсумку, Альтман продає всі права, оснащення і саме виробниче приміщення всього за 4 млн доларів, при цьому, за експертними оцінками, все це разом оцінювалося в більш ніж 40 млн доларів. Заволодівши компанією, Блейк в першу чергу зайнявся реорганізацією відділу збут. 17 років Avanti продавали свою продукцію прямо з заводу, не маючи ніяких шоу-румів і дилерських салонів за межами Соут-Бенду.
До початку 80-х років під капотом американських машин залишилися жалюгідні залишки колишньої розкоші, не минула ця чаша і Avanti, базовим тепер став 5-літровий V8, який видавав всього 155 к.с. і який агрегатували з 4-ступінчастою АКПП. Після покупки фірми Блейк взявся за модернізацію машини. Так замість металевих бамперів встановили пластикові, також замінили оптику, попутно змінили назву машини, з найменування зникла римська двійка, тепер це був просто Avanti. 1984 року з'явилася версія Touring Coupe, у якої був повністю відсутній хромований декор, деталі зовнішньої обробки або офарблювалися в колір кузова, або в темний колір. А самі кузови почали фарбуватися новою фарбою Ditzler Deltron на уретановій основі, яка давала глибший колір і кращий блиск в порівнянні зі звичайними фарбами. Технічну начинку теж переглянули. Так рульове управління встановили від Corvette C3, передні гальма — від нового Camaro Z28, від нього ж отримали новий 5-літровий мотор, потужністю 190 к.с., що дозволило важкій машині розганятися до 100 км/год за 8 секунд. Але всі ці переробки різко підняли ціну автомобіля. Якщо до оновлення за базову версію просили 25000 доларів, то з 1984 року — вже 32000 доларів. Але підвищення цін зовсім не злякало клієнтів, а, навпаки, було продано рекордні 265 примірників. Вплинула на попит і участь в 24-годинних перегонах Дайтони, де екіпаж, що складався з Джо Рутмана, Майка Мелдо і Герба Адамса, зайняв 4-місце у своєму класі і 27 в загальному заліку.

## New Avanti Motor Corporation у власності Майкла Келлі
На 1985 рік Блейк задумав побудувати нову раму, адже колишній конструкції було вже 30 років, для цього він наймає Герба Адамса, який до цього працював у Pontiac. На нову раму Блейк планував встановити 5-літровий 205-сильний мотор від Corvette, а ще від нього планували встановити і 5.7 л двигун з п'ятиступеневою механікою. Попутно Блейк вирішує запустити в серію відкриту версію моделі з верхом, як у Rolls-Royce Corniche, замовивши проєкт у відомого фахівця в цій галузі — Курта Фішбаха. Однак, інновації вийшли боком підприємцю, лакофарбове покриття почало псуватися, і фірмі доводилося за свій рахунок їх перефарбовувати. Оскільки виробничі фарбувальні камери постійно були зайняті рекламаційними роботами, то 1985 року вдається побудувати всього 99 Avanti. Через брак вільних активів Блейку довелося брати позики в банках і, як підсумок, у жовтні 1985 року Блейк всього за 725 000 доларів продає компанію бізнесменові з Техасу Майклу Келлі, який перейменовує фірму в New Avanti Motor Corporation.

## Компанія Avanti Automotive Corporation

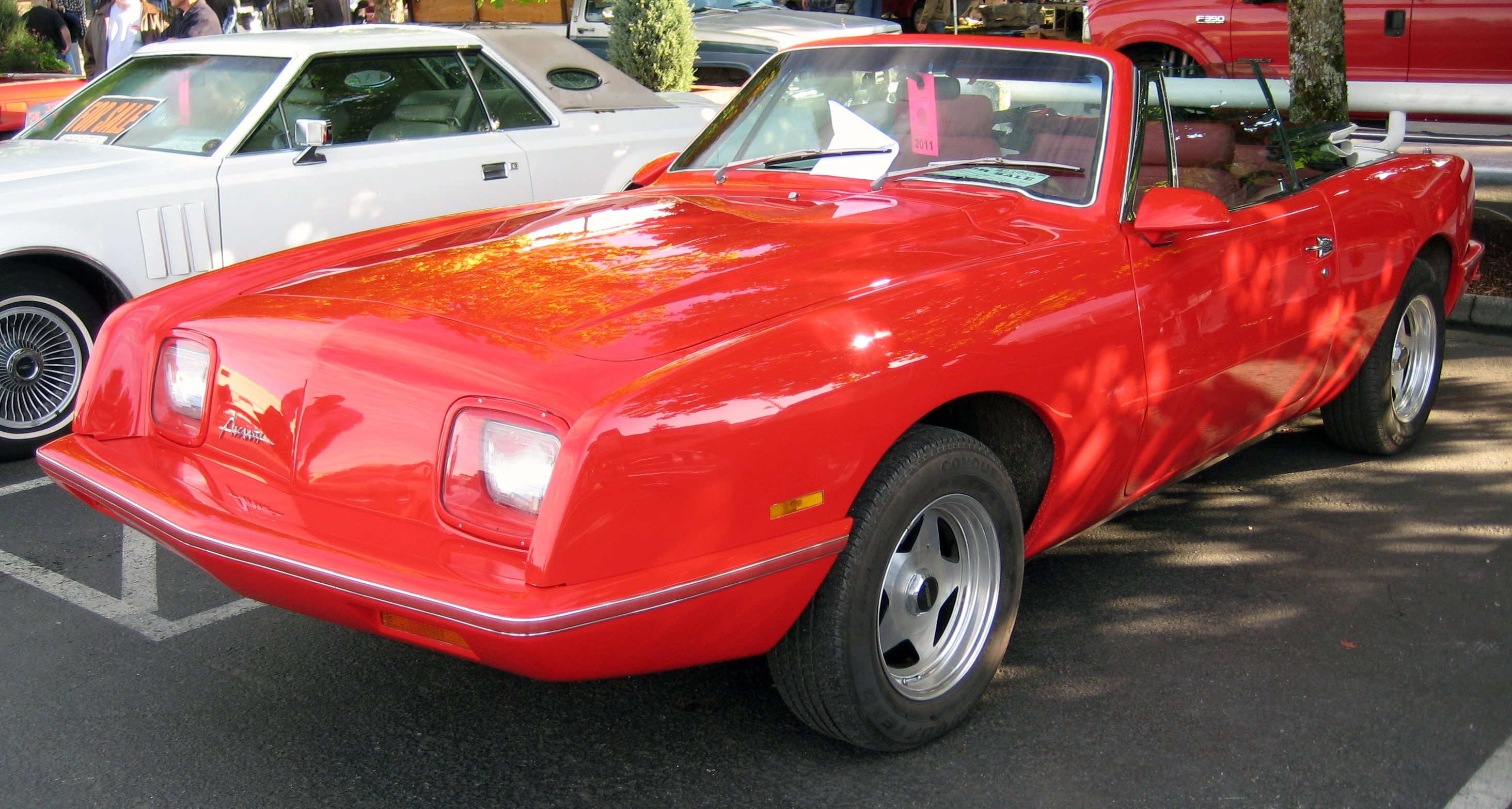
Avanti 1989 року з кузовом кабріолет

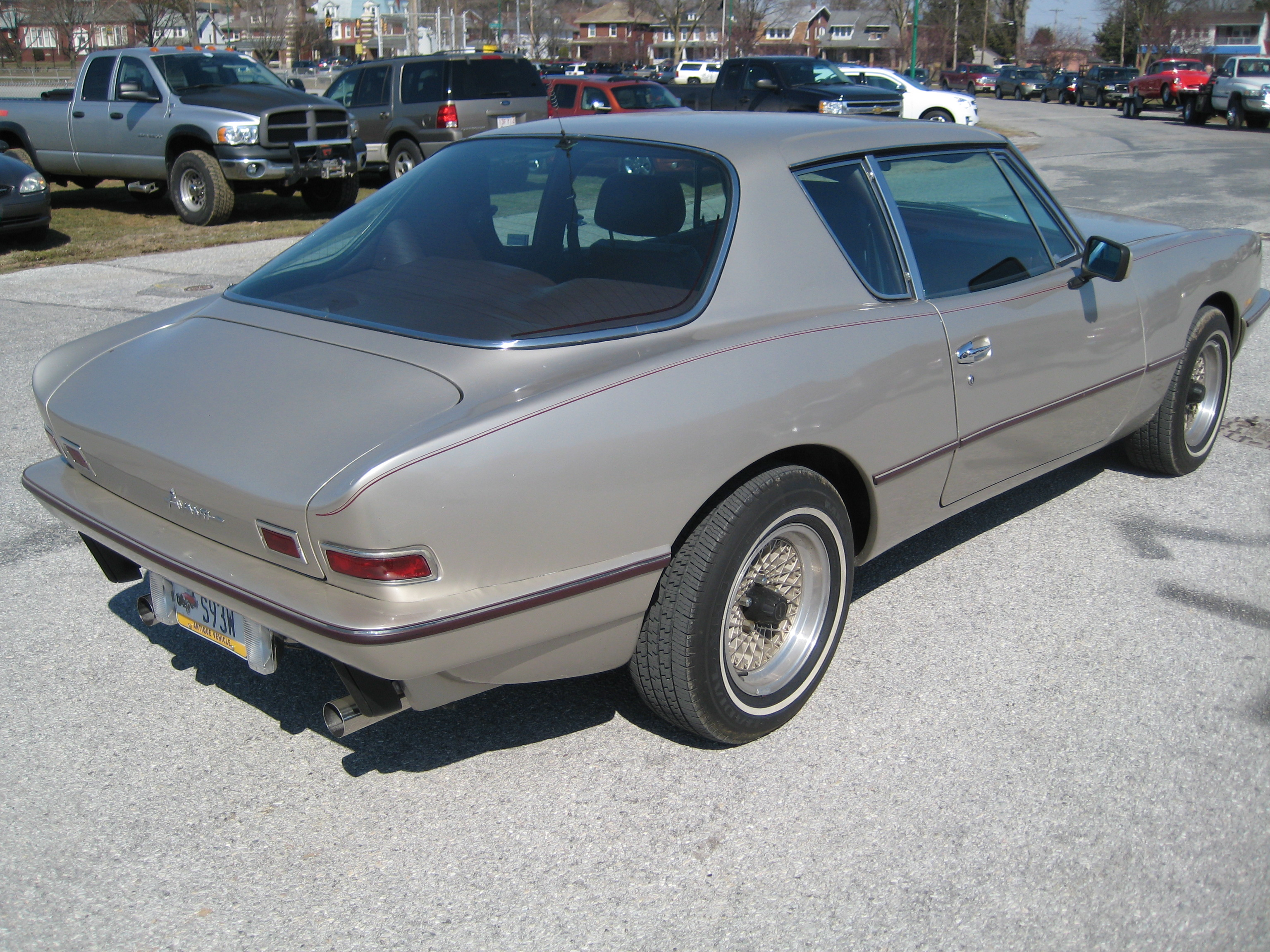
Avanti, вид ззаду

1986 — рік, коли не було виготовлено жодного Avanti, відновили їх виробництво тільки 1987 року, а виробнича програма марки була значно розширена. Так, крім звичного всім купе, стало можливим замовити кабріолет, подовжену дводверну версію Luxury Sports Coupe, а ще в планах був чотиридверний лімузин. Розширення модельної гами стало можливим через перехід на шасі від GM, донорами послужили рами від Monte Carlo і El Camino. 1988 року в каталогах з'являється версія Silver Anniversary, на 5.7 л мотор від Corvette встановили компресор. Таким чином фірма відзначила 25-річчя моделі Studebaker Avanti R2, всього було побудовано 50 автомобілів з нагнітачем, ціною 56000 доларів. Однак, 1988 року General Motors припиняє виробляти Monte Carlo. У Келлі не було зайвих коштів для адаптації нових шасі до кузовів, і він продає частину своїх активів магнату Джону Кафаро, у якого було своє бачення ведення бізнесу. По-перше, він перейменовує компанію в Avanti Automotive Corporation, по-друге, переносить головний офіс компанії в Янгстаун, штат Огайо, по-третє, магнат укладає договір про виробництво нового шасі з фірмою Callaway Advanced Technology.

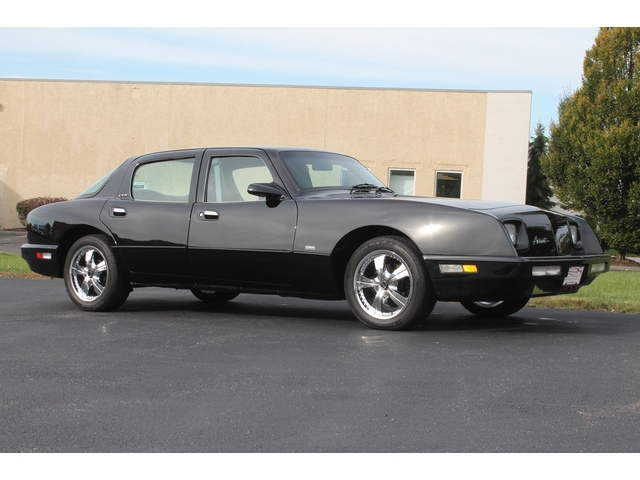
Avanti в кузові седан

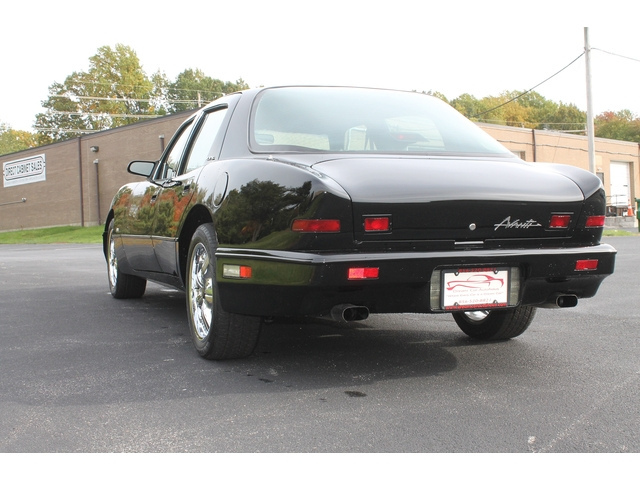
Avanti в кузові седан

Новий власник відмовився від виробництва подовженого купе, ідея з лімузином також летить в смітник, але замість того Кафаро 1990 року запускає в серію чотиридверний седан під назвою Touring Sedan. Дизайн цієї версії був неоднозначним і не залишав байдужим. Донором для нього виступив Chevrolet Caprice, бізнесменові вдалося реалізувати аж 97 седанів, а всього за рік було продано рекордні з 1964 року 350 машин. Поява інших версій, крім фастбека і кабріолета, була не випадковою, ще 1963 року дизайнери Studebaker побудували за допомогою французької фірми Pichon-Parat два прототипи: один з кузовом типу нотчбек, другий — дводверний седан, проте ці версії залишилися нереалізованими через закриття компанії.

## Закриття компанії
Однак, несподівано Кафаро оголошує про закриття підприємства на початку 1991 року, встигнувши випустити всього 17 екземплярів, в основному, кабріолетів. Автомобілі ери Кафаро можна було відрізнити за більш обтічною передньою частиною і широкими крилами спереду, щоб в них влізли широкі сучасні колеса.

## Відродження марки
Шість років назва Avanti ніде не лунала, але 1997 року ентузіаст Джим Бентінг наняв Тома Келлога, щоб той адаптував дизайн оригінального Avanti під стиль 90-х років. Як донора взяли шасі Pontiac Firebird, яке адаптувати під нові кузовні панелі взявся фахівець з Пенсільванії Біл Ланг. В результаті, трійця побудувала прототип, який назвали AVX, оскільки торговою назвою Avanti продовжував володіти Кафаро, а AVX розшифровувалося як AVanti eXperiment. Однак, далі дослідів і виготовлення двох машин (одна типу тарга, друга — кабріолет) справа не пішла. Але роком пізніше історик фірми Джон Халл і колишній дилер Avanti Джон Сітон взяли ініціативу у свої руки. Вони почали вести переговори про викуп торгової назви у Кафаро і права на прототип у Бентінга. Якщо з прототипом розібралися цілком швидко, то з магнатом справа затягнулася, у Халла не вистачило запалу, і він відмовився від своїх планів. Сітон залишився один з прототипом і назвою Avanti. Однак, при цьому у нього не було готівки, щоб щось зробити, і тут з'явився Майкл Келлі. Він допоміг проєкту готівкою, не вступаючи в справу.

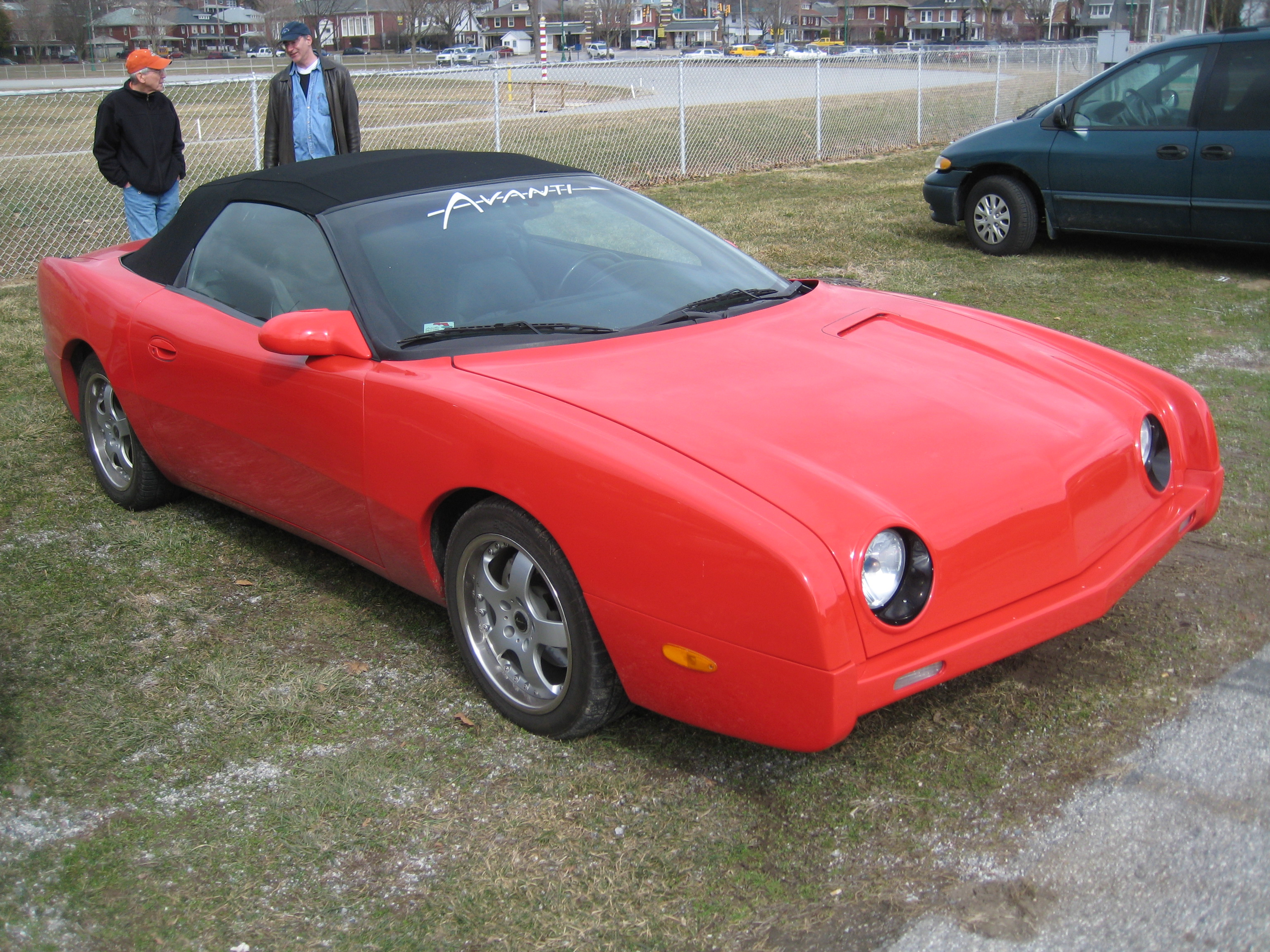
Avanti 2000 року з кузовом кабріолет

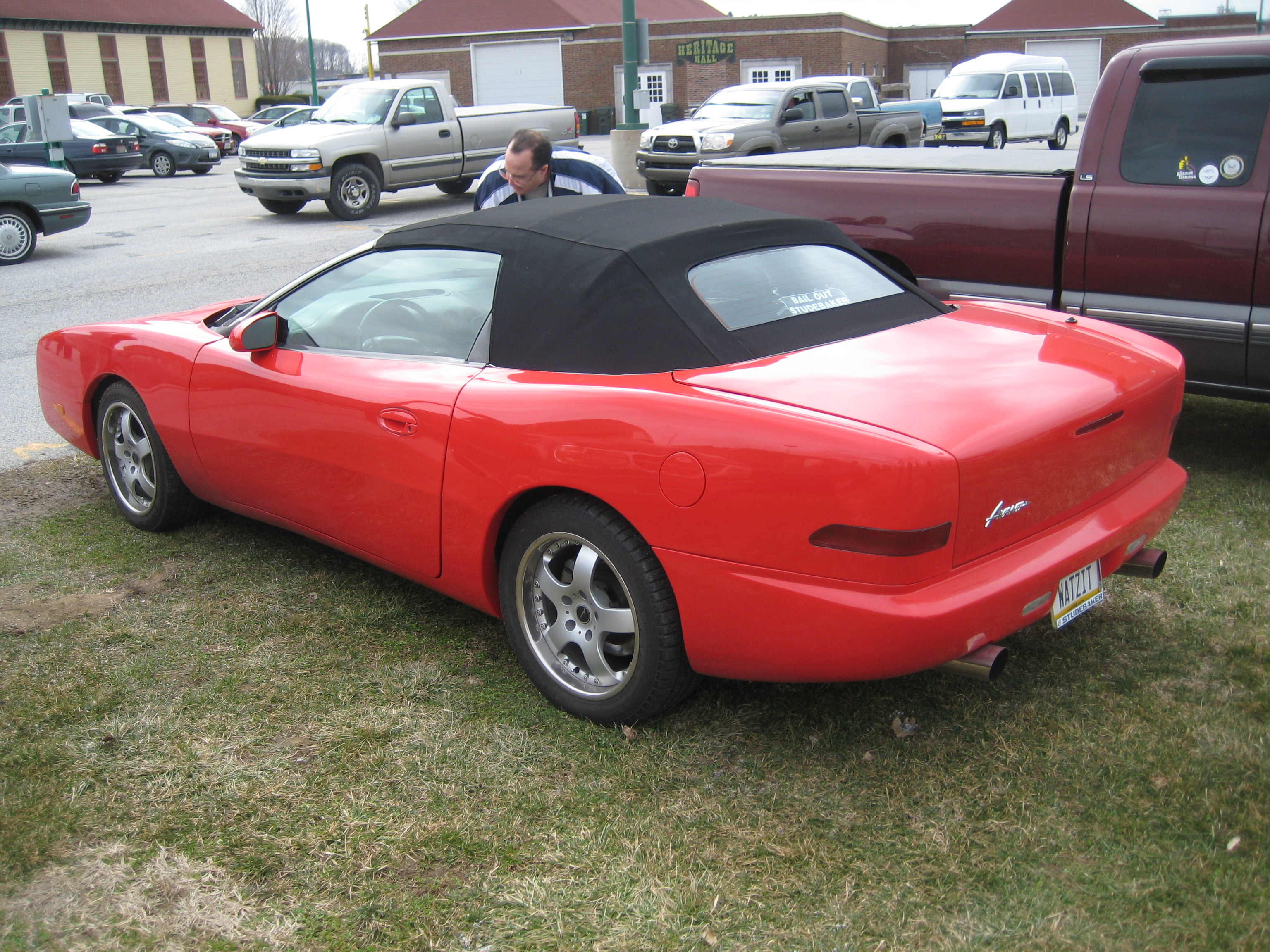
Avanti 2000 року з кузовом кабріолет

Тепер, воскреснувши як птах Фенікс, Avanti Motor Corporation відкриває офіс у Вілла-Риці, штат Джорджія. У жовтні 2000 року побудували два прототипи за мотивами AVX, обидва були відкритими, але один автомобіль оснастили компресором, натякаючи на спорідненість з оригінальним Avanti R2. До фірми приєднується Джон Халл, який став фінансовим директором. Однак, поки йшло налагодження виробництва, країну накрила криза і загальна депресія, відбувається теракт 11 вересня 2001 року, виходити на ринок з помпезною рекламною компанією було неможливо, поки країна приходила в себе. У серпні 2002 року компанію наздоганяє погана новина — General Motors припиняє виробництво Firebird і одноплатформенного Camaro. Але це не завадило побудувати 53 автомобілі на базі цієї моделі до літа 2004 року. У 2003 році у Avanti виникли проблеми у вигляді судового позову від GM через демонстрації на автосалонах позашляхового прототипу Studebaker XUV, пізніше перейменованого в Avanti Studebaker. Цей великий автомобіль, побудований на шасі Ford Super Duty, занадто сильно нагадував Hummer H2, у зв'язку з чим GM звинуватив Avanti в плагіаті. У Avanti трохи змінили зовнішність машини, проте дорогий позашляховик (базова ціна була близько 75000 доларів) так і залишився прототипом.

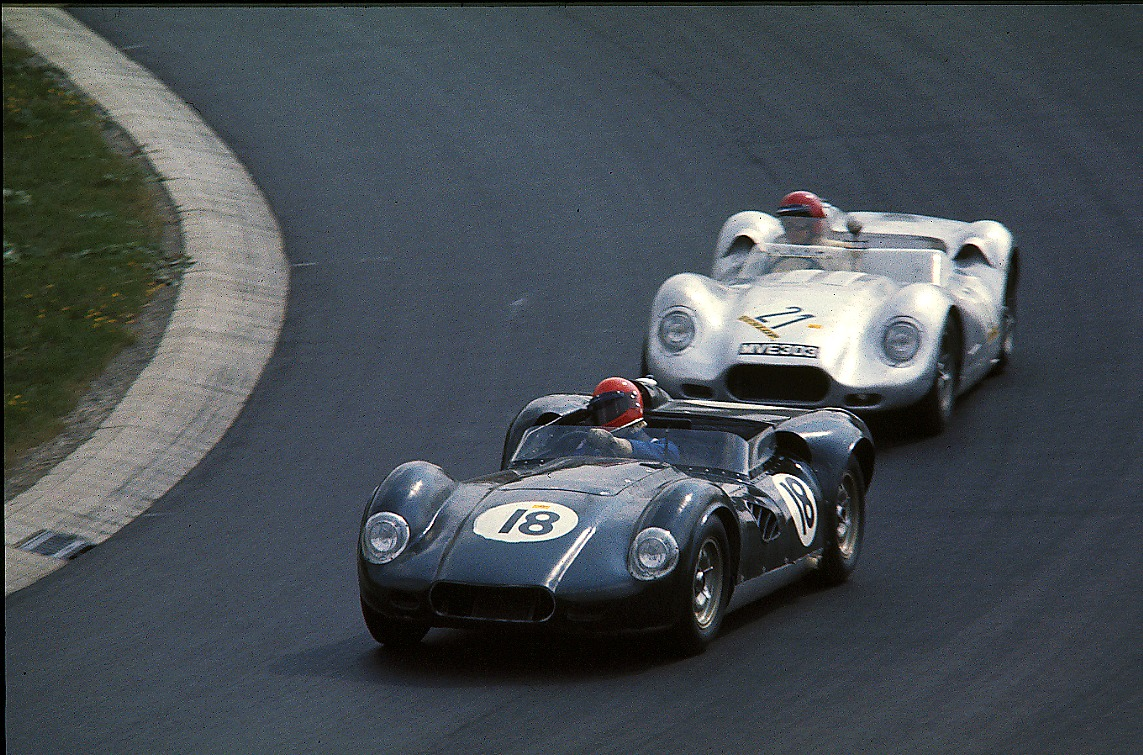
Lister-Jaguar

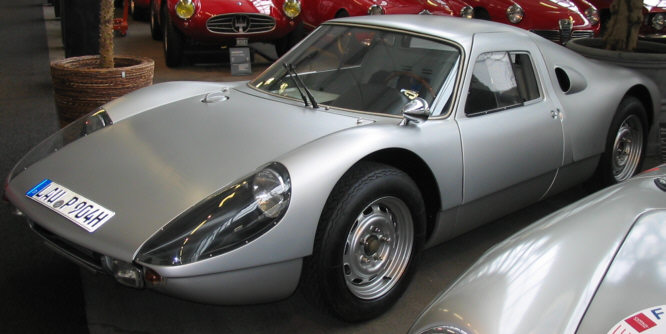
Porsche 904

Після цього приблизно рік була тиша в компанії, як раптом, на 2005 модельний рік оголошується про відновлення виробництва. На цей раз був обраний новий донор для кузовних панелей, ним став Ford Mustang останнього на той момент покоління — S197. Тридцять шість працівників фірми в терміновому порядку розробили нові панелі, за основу був взятий Mustang з відкритим кузовом, його переробка вимагала менших фінансових і фізичних витрат. У підсумку за календарний рік вдалося реалізувати 46 переробок. За основу брався кабріолет з 4.6 л мотором, який повністю забезпечували опціями і новими панелями, в результаті ціна машини зростала до 63000 доларів. Ніяких рекламних компаній не проводилося, і всі машини продавалися без реклами. До 2006 року була підготовлена версія з кузовом купе, обидва варіанти можна було тепер оснащувати трьома типами двигунів: базовим 4.0 л мотором, 4.6 л мотором і 4.6 л двигуном, оснащеним компресором, останній варіант видавав 390 к.с.. Келлі розраховував продавати до 100 автомобілів на рік, побудованих на базі Mustang, крім цього, Келлі домовляється з Чаком Бекком з фірми SVO про складання на потужностях фірми Avanti реплік Jaguar-Lister і Porsche 904. У планах було продавати за рік до 25 примірників кожної з реплік, рами були власного виробництва, підвіска використовувалася від старого Corvette C4, а мотором міг бути будь-який «маленький блок V8» від Chevrolet.

## Припинення виробництва автомобілів. Остаточне закриття компанії
Наприкінці жовтня 2006 року Келлі оголошує про переїзд компанії в Мексику, в місто Канкун, де він уже володів туристичним бізнесом. Президентом компанії стає Девід Шарплз, який працював до цього в компанії MG Rover. У фірми був шанс відновитися на ностальгічних мотивах, але всього через два місяці після помпезного відкриття Келлі був заарештований під час лікування в Рочестері, штат Міннесота. ФБР інкримінувало бізнесменові створення «фінансової піраміди», від якої постраждало близько 7000 чоловік, які втратили в загальному рахунку близько 342 млн доларів. Після арешту Келлі Шарплз заявив пресі, що Келлі більше не працює у фірмі Avanti, і що його арешт ніяк не позначиться на виробництві автомобілів, проте останній автомобіль, випущений фірмою, був виготовлений у березні 2007 року. До цього часу клієнтів знайшли 38 примірників Avanti. Через півроку суд закликав до відповіді і компанію Avanti Motor Corporation, звинувативши її в отриманні незаконних грошей, отриманих в ході шахрайства.
Також затриманий Келлі зацікавив і податкову, оскільки, декларуючи доходи всього на 55 000 доларів на рік, він мав приватний літак, чотири яхти і гоночний трек. Келлі намагався піти на мирову угоду, але прокурор відмовив йому, в результаті, до грудня 2012 року він просидів у в'язниці. У грудні 2012 року його перевели під домашній арешт, це дозволило йому продовжити лікування від раку, від якого його так і не вилікували. Помер Келлі 22 грудня 2013 року, рівно через сім років після свого арешту.

## Список автомобілів Avanti
- 1964 — Avanti II
- 1982 — Avanti
- 1999 — Avanti (на базі прототипу AVX)
- 2003 — Avanti Studebaker XUV (прототип)
  - Avanti Studebaker XUT (прототип)
- 2006 — Avanti SVO Lister
  - Avanti SVO 904